# 魏雲霄
魏雲霄（1537年—？），字子冲，陝西西安府藍田縣人，民籍，明朝政治人物。

## 生平
隆庆元年（1567年）丁卯科陝西鄉試第十名舉人。隆慶二年（1568年）中式戊辰科會試第八十四名，三甲第二百一十九名進士。授河南怀庆府推官，升兵部武选司主事，歷升郎中，出为大名府知府。

## 家族
曾祖魏洪；祖父魏傑；父魏祺，母張氏。慈侍下。弟雲霞、雲霁。